# لیتنتشیتسه
لیتنتشیتسه (به چکی: Litenčice) یک منطقهٔ مسکونی در جمهوری چک است که در ناحیه کرومیریژ واقع شده‌است. لیتنتشیتسه ۱۰٫۵۱ کیلومتر مربع مساحت و ۴۷۰ نفر جمعیت دارد و ۳۵۸ متر بالاتر از سطح دریا واقع شده‌است.